# Krzyż modlitewny
Krzyż modlitewny – narzędzie służące do unieruchamiania przestępcy w pozycji "na krzyżu". Pochodzi z przełomu XVI i XVII wieku i wymyślone zostało najprawdopodobniej w Austrii, co wnioskuje się na podstawie zapisu w dziele: "Justiz in alter Zeit" (Sprawiedliwość w czasach dawnych) z Muzeum Kryminalistyki w Rothenburg ob der Tauber (Niemcy).
Jego autor – jeden z bardziej obeznanych z problematyką – wzmiankował o podobnym egzemplarzu, znajdującym się w wieży zamkowej w Salzburgu, w Austrii.